# ダルトリー (アルバム)
『ダルトリー』（Daltrey）は、1973年に発表されたロジャー・ダルトリーの初のソロ・アルバムである。

## 解説
ザ・フーのメンバーのうち、ジョン・エントウィッスルが1971年、ピート・タウンゼントが1972年にソロ・アルバムを発表したが、ダルトリーはソロ活動に興味を示さなかった。しかし1973年、彼は往年のポップ・シンガーのアダム・フェイスからフェイスとデイヴィッド・コートニーがマネージメントしていた新人シンガー・ソングライターのレオ・セイヤーが録音する場所について相談された際、セイヤーの才能に感銘を受けて、自分が歌うから曲を書いてみないかとセイヤーに提案した。
本作の収録曲は9曲がセイヤーとコートニー、2曲がフェイスとコートニーの共作である。フェイスがプロデューサーを務め、コートニーとアージェントのラス・バラードが中心になって製作された。当時ザ・フーのマネージャーだったキット・ランバートとクリス・スタンプはバラード主体の内容に極めて批判的だったが、ダルトリーはむしろザ・フーのリード・ボーカリストとは全く違った自分の一面を見せたいと考えていた。
ジャケットの写真は、彼の従兄弟に当たる写真家のグラハム・ヒューズの作品である。
本作は全英チャート6位、全米チャート45位まで上昇した。シングル『ギヴィング・イット・オール・アウェイ』は全英チャート5位という、ザ・フーのメンバーのソロ作品中最高のヒット作となった。

## 収録曲
作詞・作曲の記載なき曲はDavid CourtneyとLeo Sayerの共作。邦題は日本盤に準拠。

### CD
| #         | タイトル                                                      | 作詞・作曲                 | 時間  |
| --------- | ------------------------------------------------------------- | -------------------------- | ----- |
| 1.        | 「ワン・マン・バンド One Man Band」                           |                            | 3:50  |
| 2.        | 「ザ・ウェイ・オブ・ザ・ワールド The Way of the World」       | Adam Faith, David Courtney | 3:14  |
| 3.        | 「ユウ・アー・ユアセルフ You Are Yourself」                   |                            | 4:09  |
| 4.        | 「シンキング Thinking」                                       |                            | 4:23  |
| 5.        | 「ユー・アンド・ミー You and Me」                             | Faith, Courtney            | 2:29  |
| 6.        | 「イッツ・ア・ハード・ライフ It's a Hard Life」               |                            | 3:39  |
| 7.        | 「ギヴィング・イット・オール・アウェイ Giving It All Away」   |                            | 3:23  |
| 8.        | 「ザ・ストーリー・ソウ・ファー The Story So Far」             |                            | 4:06  |
| 9.        | 「ウェン・ザ・ミュージック・ストップス When the Music Stops」 |                            | 3:08  |
| 10.       | 「リーズンズ Reasons」                                        |                            | 3:49  |
| 11.       | 「ワン・マン・バンド（リプリーズ） One Man Band (Reprise)」   |                            | 1:17  |
| 合計時間: | 合計時間:                                                     | 合計時間:                  | 37:27 |

### オリジナルLP
| #         | タイトル                                                | 作詞・作曲                 | 時間  |
| --------- | ------------------------------------------------------- | -------------------------- | ----- |
| 1.        | 「ワン・マン・バンド One Man Band」                     |                            | 3:50  |
| 2.        | 「ザ・ウェイ・オブ・ザ・ワールド The Way of the World」 | Adam Faith, David Courtney | 3:14  |
| 3.        | 「ユウ・アー・ユアセルフ You Are Yourself」             |                            | 4:09  |
| 4.        | 「シンキング Thinking」                                 |                            | 4:23  |
| 5.        | 「ユー・アンド・ミー You and Me」                       | Faith, Courtney            | 2:29  |
| 合計時間: | 合計時間:                                               | 合計時間:                  | 18:05 |

| #         | タイトル                                                      | 作詞・作曲                 | 時間  |
| --------- | ------------------------------------------------------------- | -------------------------- | ----- |
| 1.        | 「イッツ・ア・ハード・ライフ It's a Hard Life」               |                            | 3:39  |
| 2.        | 「ギヴィング・イット・オール・アウェイ Giving It All Away」   | Adam Faith, David Courtney | 3:23  |
| 3.        | 「ザ・ストーリー・ソウ・ファー The Story So Far」             |                            | 4:06  |
| 4.        | 「ウェン・ザ・ミュージック・ストップス When the Music Stops」 |                            | 3:08  |
| 5.        | 「リーズンズ Reasons」                                        | Faith, Courtney            | 3:49  |
| 6.        | 「ワン・マン・バンド（リプリーズ） One Man Band (Reprise)」   |                            | 1:17  |
| 合計時間: | 合計時間:                                                     | 合計時間:                  | 19:22 |

## 参加メンバー
番号はCDのトラックナンバーを示す。
- ロジャー・ダルトリー　Roger Daltrey – ヴォーカル
- ラス・バラード　Russ Ballard – ギター
- デイヴィッド・コートニー　David Courtney – ピアノ
- Bob Henrit – ドラムス
- Dave Wintour – ベース

- Dave Arbus – ヴァイオリン（2）
- ラス・バラード　Russ Ballard – ピアノ（8）
- Roy Young Band – 金管楽器
- Brian Cole – スティール・ギター